# Bassus abdominalis
Bassus abdominalis är en stekelart som beskrevs av Muesebeck 1927. Bassus abdominalis ingår i släktet Bassus och familjen bracksteklar. Inga underarter finns listade.